# Gerhard Wobser
Gerhard Wobser (* 26. August 1939 in Medingen) ist ein deutscher Unternehmer. Er war von 1977 bis 2010 geschäftsführender Gesellschafter des familieneigenen Herstellers von Temperiergeräten und -anlagen Lauda Dr. R. Wobser.

## Leben
Wobser ist der jüngere Sohn des Firmengründers Rudolf Wobser (1911–1977). Die Familie floh 1955 nach Westberlin. Über Frankfurt und Burlafingen kam sie 1956 nach Lauda. Nach dem Abitur studierte er bis 1967 Physik in Stuttgart und legte 1971 seine Promotionsschrift vor. Parallel betrieb er ein eigenes kleines Entwicklungslabor. Am 1. April 1971 trat er als Entwicklungsleiter in das väterliche Unternehmen ein. Nach dem plötzlichen Tod seines Vaters übernahm er gemeinsam mit seinem Bruder Karlheinz die Geschäftsführung. Als dieser Ende 2002 aus Altersgründen das Unternehmen verließ, kaufte er dessen Anteile und verkaufte die Hälfte davon an seinen Sohn Gunther Wobser. Er bestellte ihn gemeinsam mit den weiteren Gesellschaftern zum Geschäftsführer. Ende März 2010 zog er sich aus dem operativen Geschäft zurück und wechselte in den Beirat.
Im Industrieverband Spectaris war er von 1998 bis 2010 Vorsitzender des Fachbereichs Analysen-, Bio- und Labortechnik und wurde Ende 2007 in den Vorstand gewählt. Wobser ist heute Ehren-Vorsitzender.
1995 richtete er im Verwaltungsgebäude des Unternehmens die FabrikGalerie ein, in der bildende Künstler ihre Arbeiten ausstellen. Fünf Jahre lang gehörte er dem Gemeinderat von Lauda-Königshofen an.

## Ehrungen
- 2006: Staufermedaille für Verdienste um das Land Baden-Württemberg[3]
- 2010: Verdienstkreuz am Bande der Bundesrepublik Deutschland[4]